# Moritz Seyffert
Moritz Seyffert, född den 19 mars 1809 i Wittenberg, död den 8 november 1872 i Potsdam, var en tysk skolman och klassisk filolog.
Seyffert var professor vid Joachimthalgymnasiet i Berlin 1846-71, verkade reformerande på gymnasieundervisningen, särskilt i fråga om latinsk grammatik och stilistik, genom många i en mängd upplagor utgivna läroböcker. 
Han ombesörjde utgivningen av Ellendts även för svenska skolundervisningen betydelsefulla latinska grammatika från och med fjärde upplagan och omarbetade så småningom denna bok. Själv sammanskrev han bland annat Palaestra ciceroniana (1841; åttonde upplagan 1883), övningar för översättning från tyska till latin, Progymnasmata (1859; femte upplagan 1886), Hauptregeln der griechischen Syntax (1861; 29:e upplagan 1904); samt utgav skolupplagor av latinska och grekiska författare. 